# Scorpaenidae
Los peces escorpiones y rocotes, o escorpenas, son la familia Scorpaenidae de peces incluida en el orden Scorpaeniformes, con especies casi todas marinas y algunas raras de agua dulce, distribuidos por todos los mares de aguas tropicales y templadas, algunos se adaptan bien a vivir en acuario. Aparecen por primera vez en el registro fósil en el Paleoceno, durante el Terciario inferior.

## Morfología
Cuerpo comprimido, la cabeza normalmente con crestas y espinas; las escamas, cuando están presentes, normalmente son ctenoides. Normalmente tienen una sola aleta dorsal, a menudo entallada; las aletas dorsal, anal y pélvicas pueden llevar glándulas de veneno; en algunos falta la vejiga natatoria, por vivir pegados al fondo.

## Hábitat y modo de vida
La mayoría tienen fecundación interna, depositando algunas especies los huevos en bolsas gelatinosas; las larvas que nacen de ellos son planctónicas. Casi todos viven sobre el fondo marino, donde se alimentan de crustáceos y peces.

## Importancia para el hombre
La familia contiene a los peces más venenosos del mundo, muchos de ellos llamativamente coloreados; a pesar del peligro que esto representa, son precisamente los más usados en acuariología por su belleza, donde se aclimatan bien a la vida en cautividad, aunque son difíciles de mantener pues algunos requieren alimento vivo.

## Géneros
Según FishBase existen alrededor de 200 especies, agrupadas en los siguientes géneros:
- Subfamilia Caracanthinae Gill, 1885, antes como familia Caracanthidae:
  - Caracanthus Krøyer, 1845

- Subfamilia Pteroinae Kaup, 1873, que poseen largas y vistosas espinas en las aletas junto con colores rayados, todo ello para ser vistos a modo de advertencia:
  - Brachypterois (Fowler 1938)
  - Dendrochirus (Swainson 1839)
  - Ebosia (Jordan y Starks 1904)
  - Parapterois (Bleeker 1876)
  - Pterois (Oken 1817)

- Subfamilia Scorpaeninae Risso, 1827, que poseen numerosas prolongaciones y colores de camuflaje para no ser vistos:
  - Hipposcorpaena Fowler, 1938
  - Hoplosebastes (Schmidt 1929)
  - Idiastion (Eschmeyer 1965)
  - Iracundus (Jordan y Evermann 1903)
  - Neomerinthe (Fowler 1935)
  - Neoscorpaena (Mandrytsa 2001)
  - Parascorpaena (Bleeker 1876)
  - Phenacoscorpius (Fowler 1938)
  - Pogonoscorpius (Regan 1908)
  - Pontinus (Poey 1860)
  - Pteroidichthys (Bleeker 1856)
  - Rhinopias (Gill 1905)
  - Scorpaena (Linnaeus 1758)
  - Scorpaenodes (Bleeker 1857)
  - Scorpaenopsis (Heckel 1837)
  - Sebastapistes (Gill 1877)
  - Taenianotus (Lacepède 1802)
  - Thysanichthys (Jordan y Starks 1904)
  - Ursinoscorpaenopsis (Nakabo y Yamada 1996)

Según ITIS, la familia Sebastidae no es válida, debe encuadrarse dentro de la familia Scorpaenidae como subfamilia Sebastolobinae.
Además existen géneros fósiles:
- † Rhomarchus Jordan & Gilbert 1919
- † Sebastavus Jordan & Gilbert 1919
- † Sebastodes Gill 1861

## Imágenes

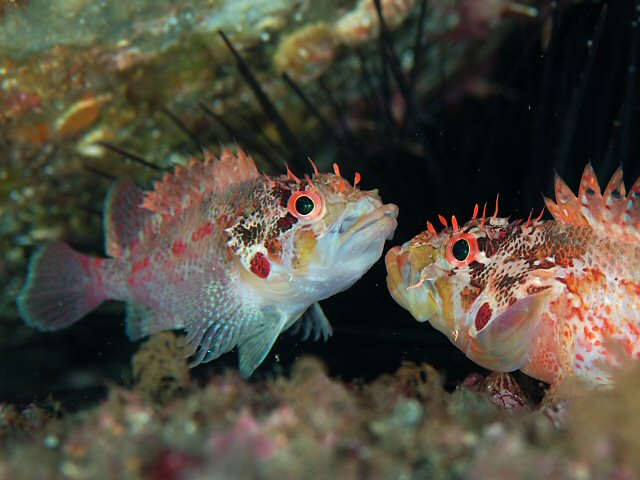
Scorpaenodes littoralis.
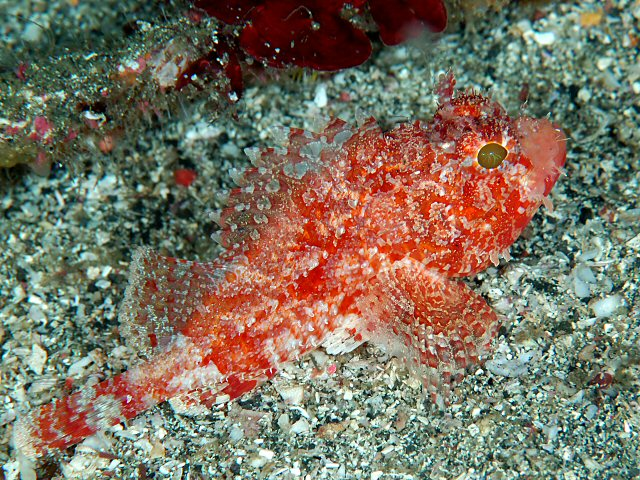
Scorpaena miostoma.
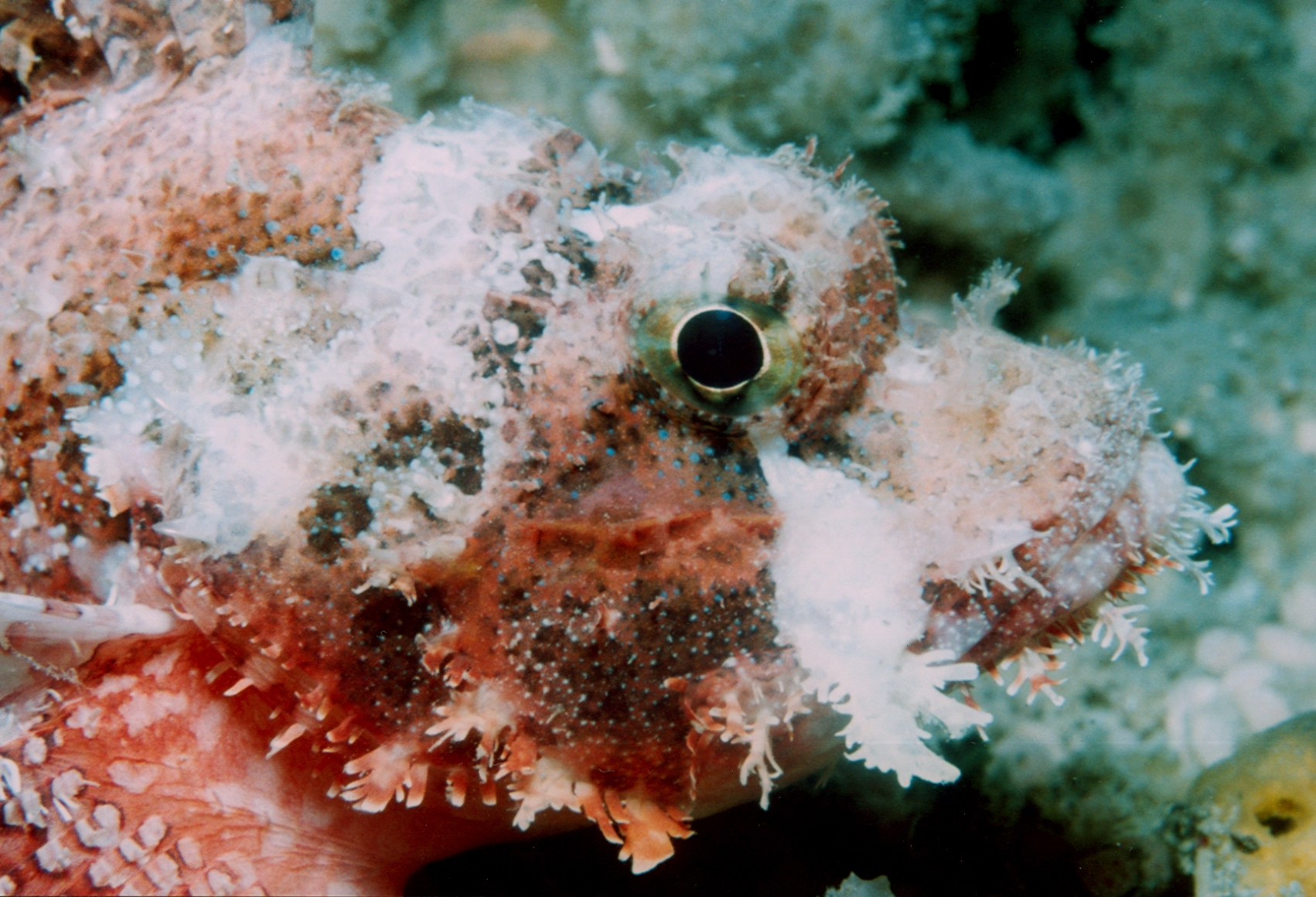
Sebastapistes strongia.
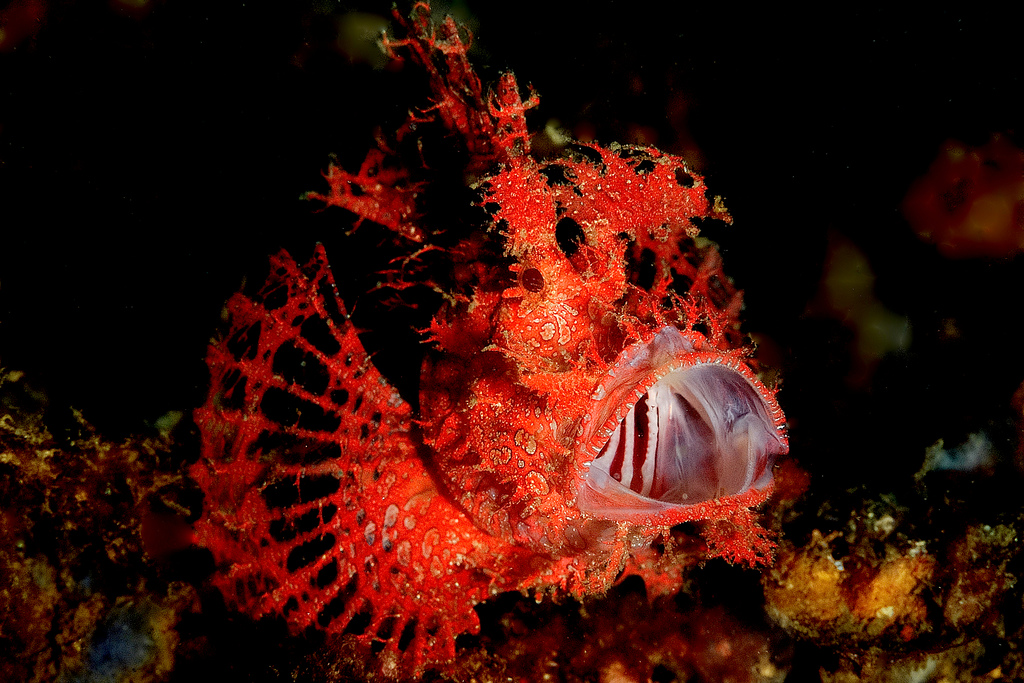
Rhinopias frondosa.
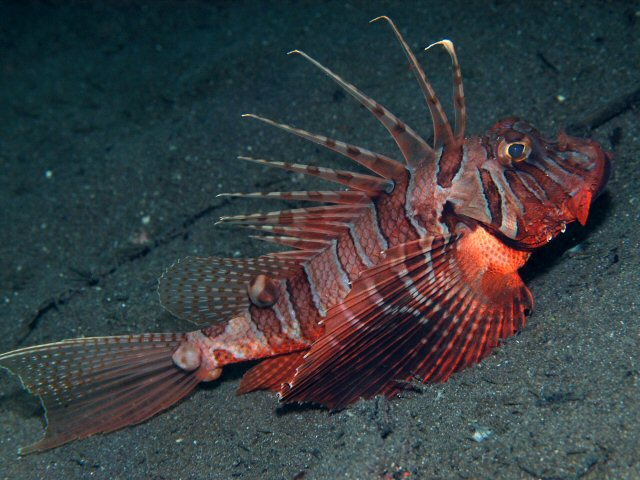
Parapterois heterura.
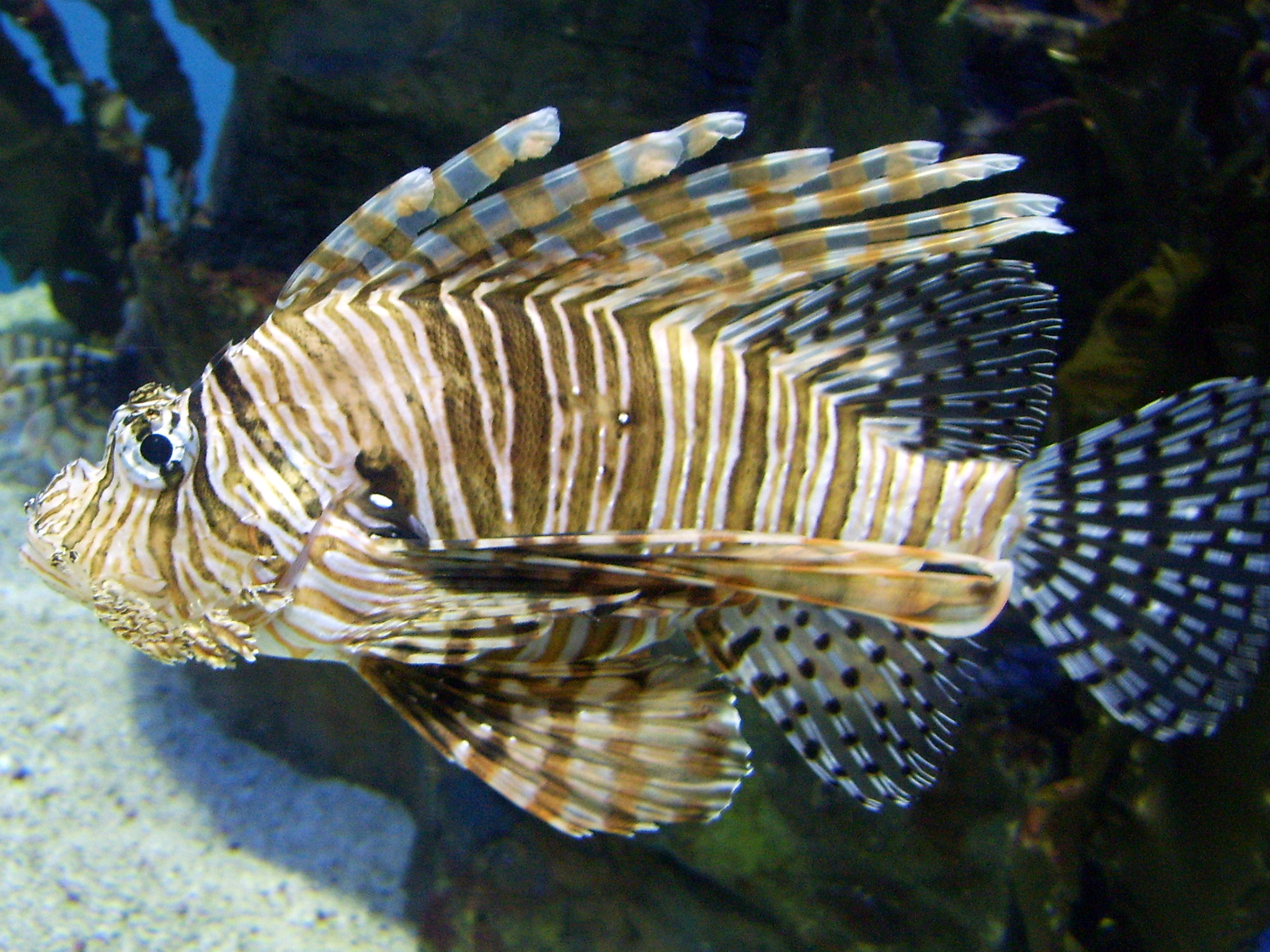
Dendrochirus zebra.
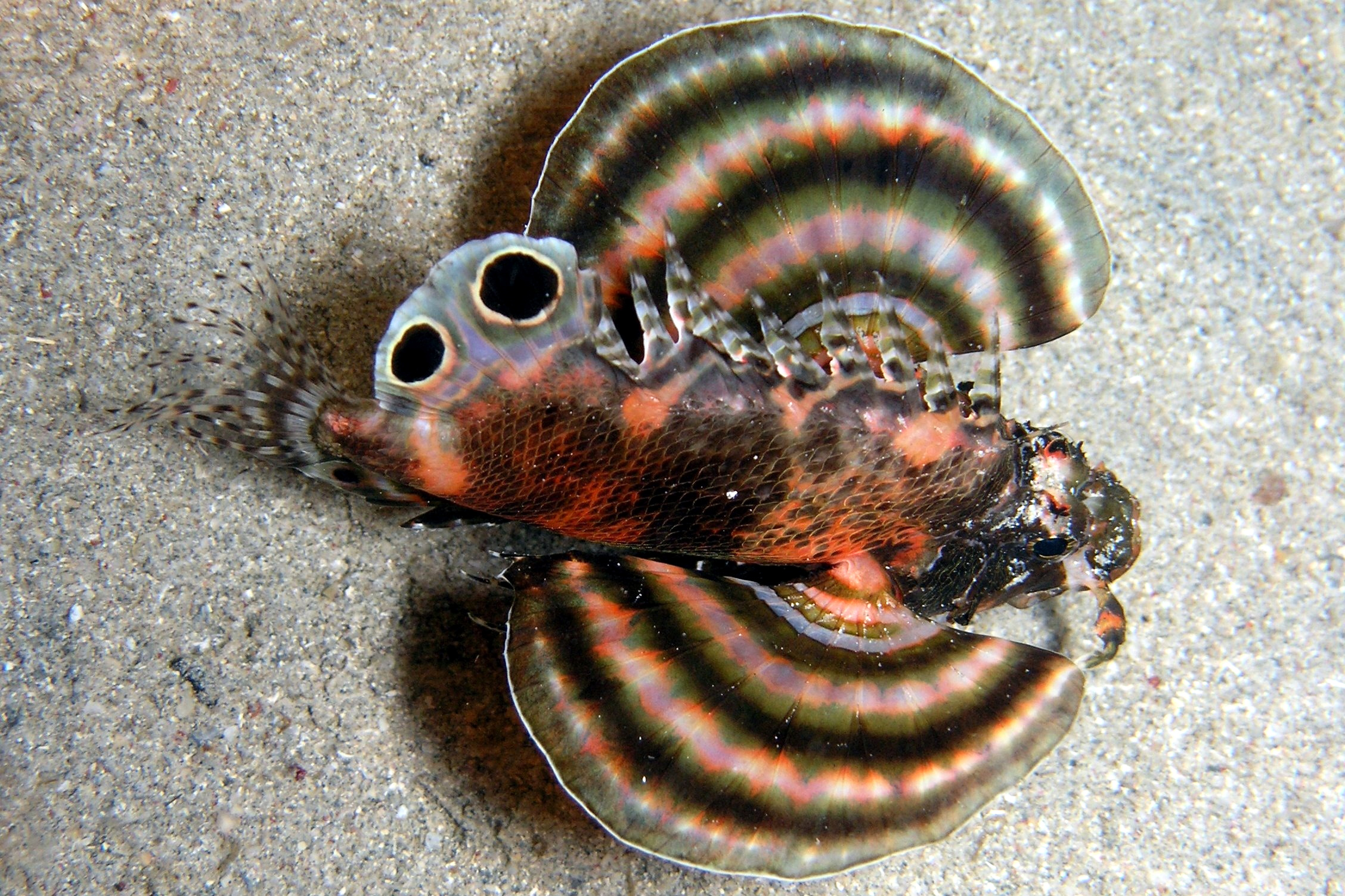
Dendrochirus biocellatus.
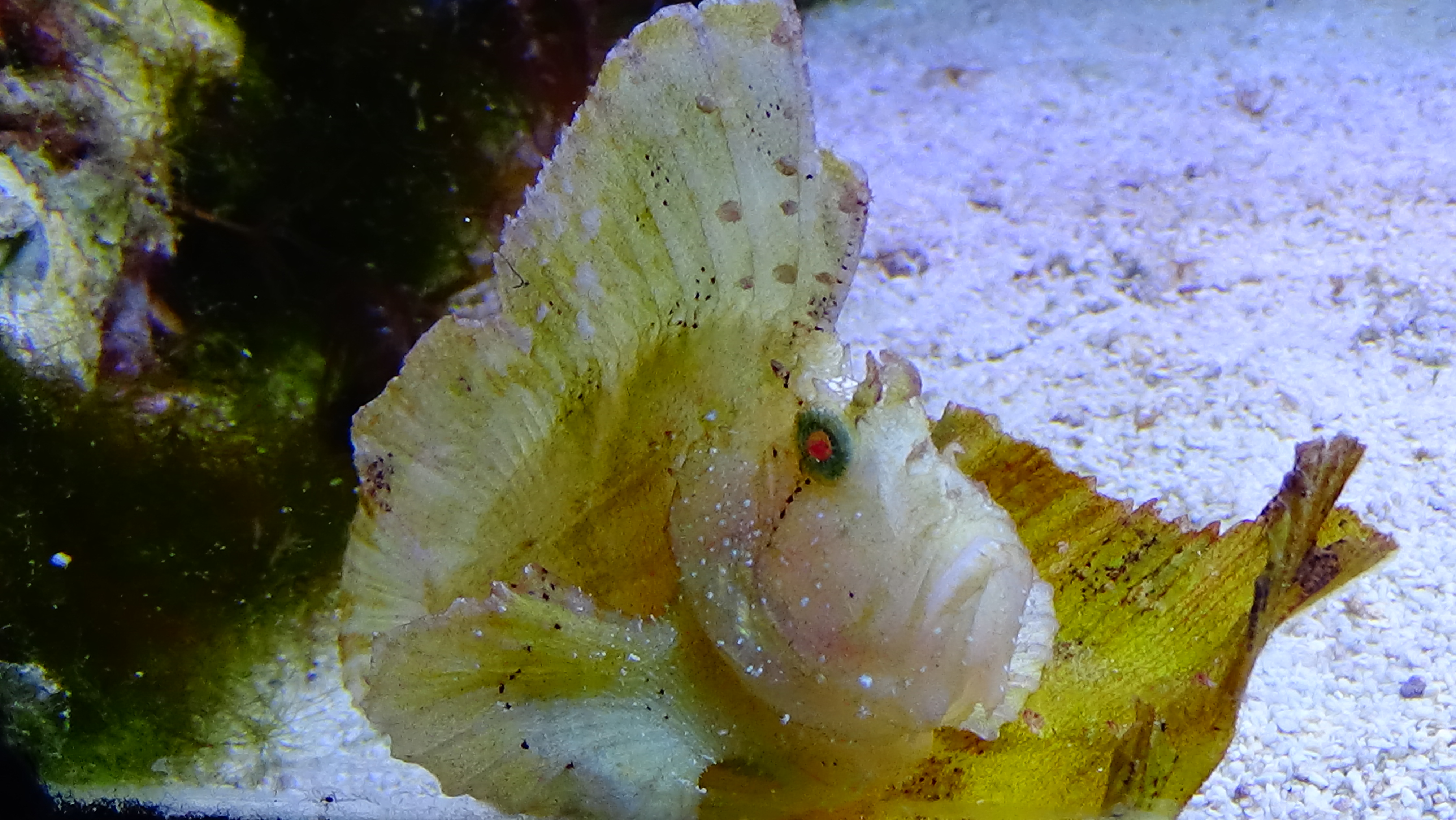
Taenianotus triacanthus.
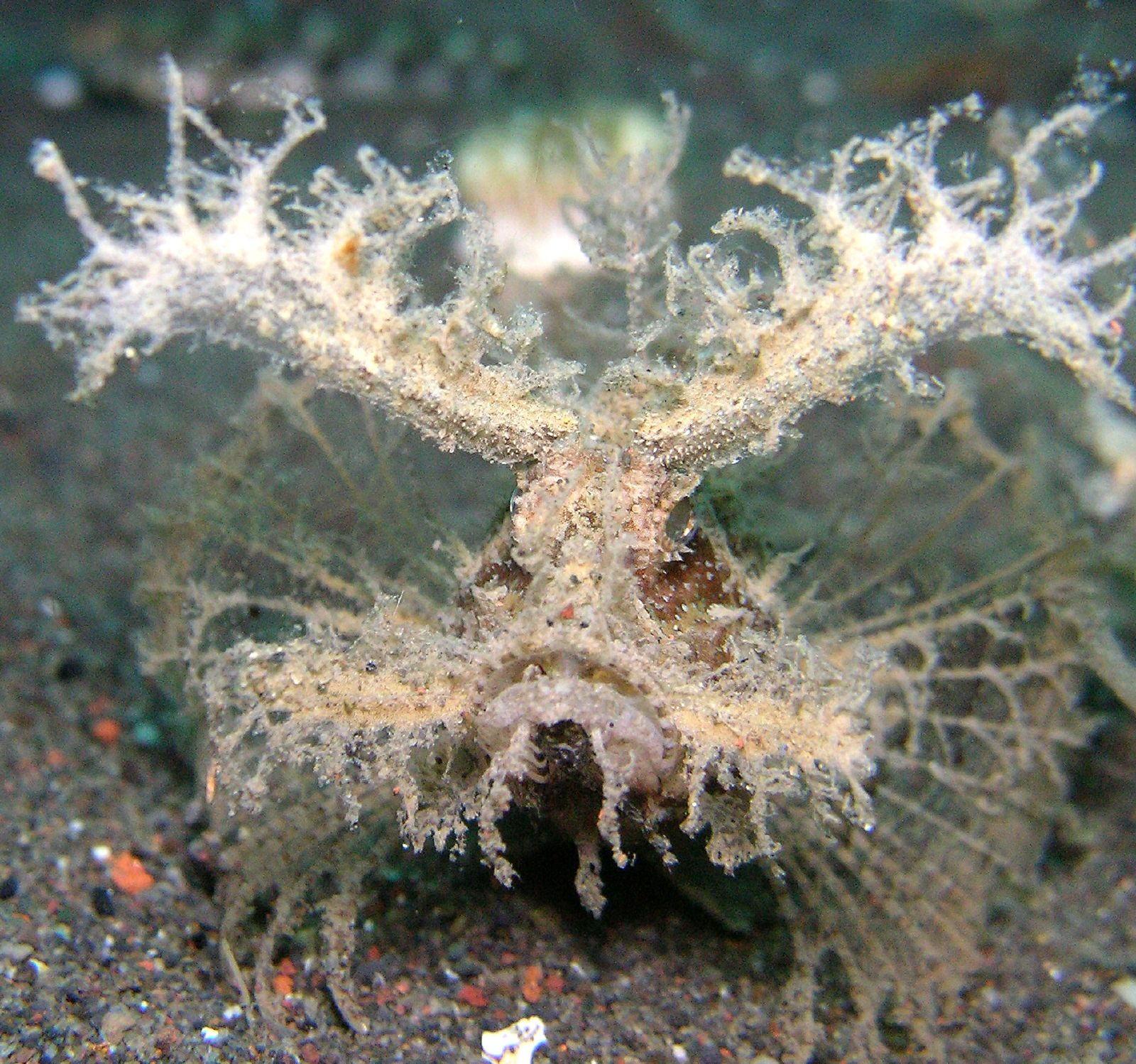
Pteroidichthys amboinensis.
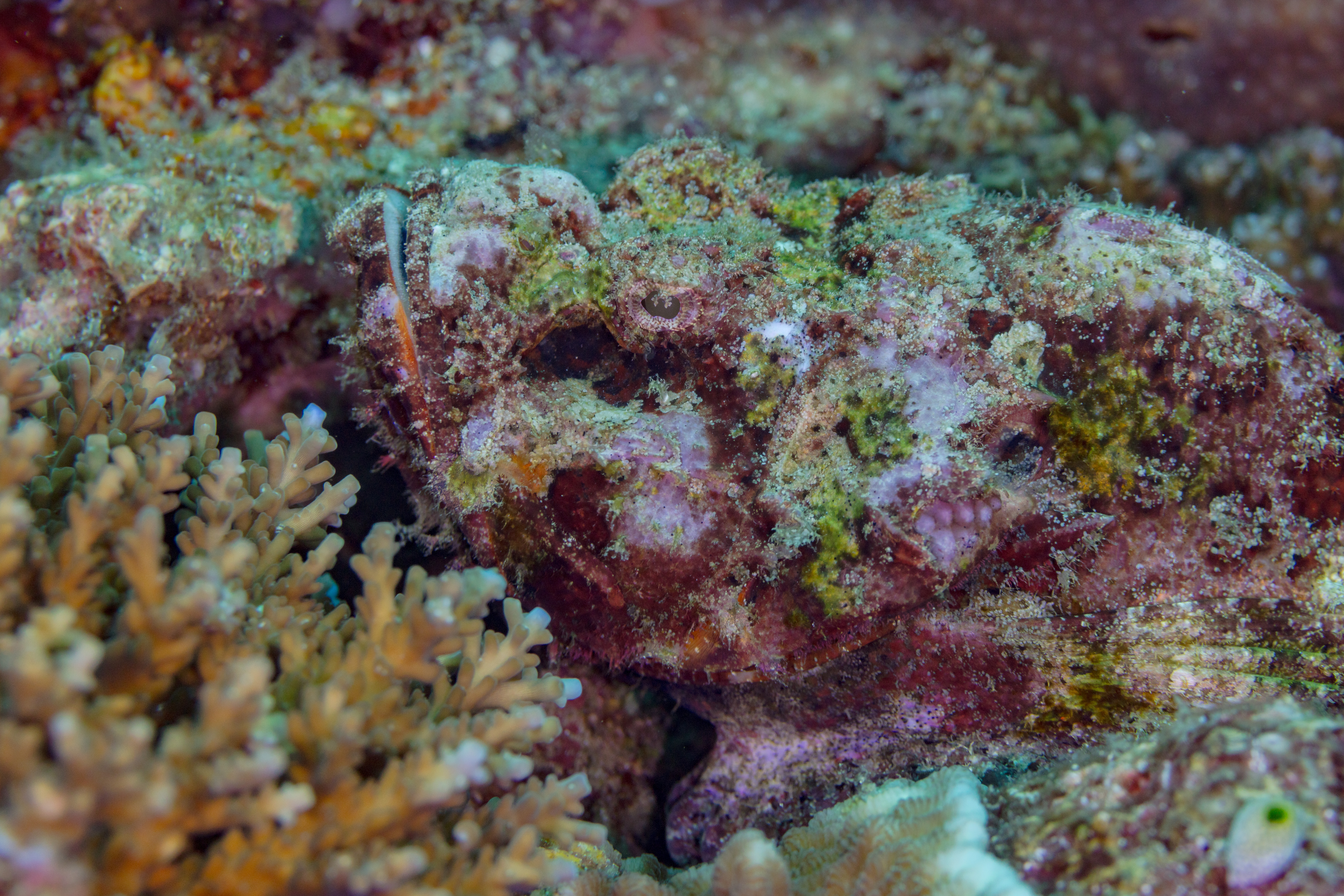
Scorpaenopsis oxycephala.